# Stogodišnji rat
Stogodišnji rat bio je isprekidan ratni sukob između Kraljevine Engleske i Kraljevine Francuske koji je trajao 116 godina i to od 1337. do 1453., a u tom su se vremenu izmjenjivala razdoblja intenzivnog ratovanja s razdobljima mira. Rat je počeo engleskom ekspanzijom na francuskom tlu, a završio istjerivanjem Engleza s francuskog tla, izuzev grada Calaisa i okolice.
Stogodišnji rat bio je prekretnica u mnogo pogleda. Rat je pridonio nacionalnom osvješćivanju obiju zaraćenih strana, a gledano s vojne strane u njemu su primijenjena nova oružja i taktike koja su dalekosežno utjecala na ratove koji će se poslije voditi. Pojavom stalne vojske prvi puta u Srednjem vijeku potpuno je napušten sustav vojske feudalnih vazala što je vojsku učinilo ubojitijom i moćnijom pa se iz svih tih razloga smatra da je Stogodišnji rat najznačajniji sukob u povijesti srednjovjekovnog ratovanja. 
Stogodišnji rat dijeli se na nekoliko razdoblja:
- Prvo razdoblje (tzv. Edvardovo razdoblje) koje je trajalo između 1337. – 1360.
- Drugo razdoblje (tzv. Karlovo razdoblje koje je trajalo između 1369. – 1389.
- Treće razdoblje (tzv. Lancastersko razdoblje) koje je trajalo između 1415. – 1429.
- Četvrto i zadnje razdoblje (razdoblje Ivane Orleanske koje je trajalo do godine 1453.), a koje karakterizira englesko gubljenje pozicija i poraz.

Naziv Stogodišnji rat ušao je u uporabu tek poslije i uveli su ga povjesničari kako bi se lakše prikazao slijed povijesnih događaja.

## Uzroci sukoba
Normansko osvajanje Engleske u 11. stoljeću stvorilo je novu situaciju u sjeverozapadnoj Europi. Obje obale La Manchea bile su pod kontrolom jedne dinastije jer su vladari Engleske ujedno bili i vladari Normandije. Normansko-francuska dinastija koja je vladala Engleskom željela je proširiti svoje francuske teritorije, a istovremeno francuski vladari željeli su zaokružiti sve francuske teritorije pod svojom vlašću. Rezultat svih tih političkih težnji bila je dugotrajna borba dvaju tada najsnažnijih srednjovjekovnih kraljevstava. Ta borba nije se samo sastojala od ratova i bitaka. To je bila složena igra dinastičkih brakova i međusobno povezanih obveza. 
Engleski kralj Vilim Osvajač tehnički gledano, kao normandijski vojvoda, bio je vazal kralja Francuske. Njegov praunuk Henrik II., iako vazal francuskog kralja, posjedovao je veći dio francuskog teritorija nego sam francuski kralj koji je vladao samo područjem oko Pariza i dijelom teritorija na sjeveru. Prinčevi obiju vladajućih kuća vjenčavali su se unutar istog ograničenog kruga, tako da je zapadna Europa postala međusobno povezana mreža rođaka s francuskog govornog područja, često s jednako jakim pravima na iste teritorije. Najbolji su primjer bili francuski kralj Luj VII. i engleski kralj Henrik II. koji su obojica oženili nasljednice Akvitanije. 
Jedan od uzroka spora dinastičke je prirode, a proizlazi iz jednog od brakova između francuske i engleske kraljevske obitelji. 1308. godine,  Izabela, kćer kralja Francuske, vjenčala se s Edvardom II. kraljem Engleske. 1312. Rodio im se sin Edvard, a njegov ujak Karlo IV. deset godina poslije postao je francuski kralj. 
Kada je Karlo IV. umro iza njega nije ostalo muških nasljednika. Već nakon smrti Karla IV. u Francuskoj su se pojavili prijepori oko toga tko će biti sljedeći kralj jer je Karlova starija kći zahtijevala krunu. Stoga se sastao plemićki sabor koji je odlučio da će to biti Karlov bratić.    
Najbliži preostali muški rođak, a ujedno i veliki zemljoposjednik i feudalac u Francuskoj bio je Karlov nećak i engleski kralj Edvard III. koji je također počeo isticati pravo na francusku krunu., ali francuska feudalna skupština to nije željela. U tim uvjetima kada francuski velikaši nisu htjeli engleskog kralja za svog vladara nije iznenađujuće da su na skupštini izabrali Karlova bratića po očevu bratu,  Filipa od Valoisa.
Filip od Valoisa okrunjen je u Reimsu u svibnju 1328. godine. Tada 17-godišnji Edvard III. nije prihvatio tu odluku feudalne skupštine iako se ipak bio 1329., sastao s novoizabranim francuskim kraljem. Sljedećih osam godina donijet će postupne promjene koje su u konačnici dovele do ratnog sukoba.
Jedan od elemenata koji su u tih osam godina doveli do otvorenog sukoba velik je Edvardov feudalni posjed u jugozapadnoj Francuskoj koji ga je činio vrlo moćnim stožerom za okupljanje nezadovoljnog francuskog plemstva oko sebe. Također i francuska pomoć škotskom kralju Davidu II. koji se borio protiv Engleza.
Ono što je bio casus belli dogodilo se godine 1337. kada je  Filip VI. odlukom razvlastio Edvarda III. od jednog od njegovih posjeda u Francuskoj. Engleski odgovor bio je dramatičan. Edvard III. objavio je Francuskoj rat.

## Početak rata
Otvorena neprijateljstva započeli su francuski brodovi koji su 1337. godine počeli pustošiti obalna naselja uz La Manche. Iste je godine  Filip VI. od Edvarda III. zahtijevao da mu preda feud Gaskonju jer je smatrao da Edvard III. ne vrši svoje vazalske obveze prema njemu kao kralju Francuske. Henry Burghersh, biskup Lincolna, došao je u Pariz s Edvardovim negativnim odgovorom i objavom rata.
Francuska je na početku rata imala oko 25 milijuna stanovnika, a Engleska oko 6 milijuna. Nadalje, smatralo se da Francuska ima veću i bolje obučenu vojsku vitezova i njihovih vazala.

## Ratna razdoblja

### Prvo (Edvardovo) razdoblje rata, od 1337. do 1360.
U prvim godinama rata Edvard III. povezao se s plemstvom u Nizozemskoj i Flandriji, ali taj savez raspao se već godine 1340. Visoki troškovi rata doveli su Edvarda III. u vrlo nezgodnu financijsku situaciju. Francuska je tih godina imala pomorsku nadmoć zahvaljujući genovskim brodovima i njihovim obučenim posadama. Engleski gradovi uz kanal često su bili meta napada tog brodovlja pa su živjeli u strahu, a što je, u konačnici, dovelo i do opadanja trgovine vunom i vinom s Flandrijom i Gaskonjom, od koje su ti gradovi i živjeli. Međutim, 1340. godine, dok je nastojala spriječiti englesku vojsku da se iskrca na francusko tlo, francuska je flota bila skoro potpuno uništena u bitci kod Sluysa. Nakon te bitke Engleska je u pomorskom pogledu u ostatku rata dominirala Kanalom sprječavajući Francuze da izvrše invaziju Engleske.
1341. godine rat je prenijet u vojvodstvo Bretanju gdje je sukob izbio zbog nasljedstva tog vojvodstva pri čemu su Edvard III. i Filip VI. podržali različite strane u sukobu, no rat u Bretanji vođen je s promjenjivom srećom pri čemu je grad Vannes nekoliko puta padao iz ruke u ruku.
U mjesecu srpnju 1346. godine Edvard III. odlučio se na invaziju preko Kanala iskrcavši se s glavninom vojske u mjestu Cotentin. Filip VI. okupio je veliku vojsku kako bi se suprotstavio engleskoj invaziji. Edvard III. sa svojom vojskom nastupao je sjeverno prema Nizozemskoj, usput pljačkajući i pustošeći, ne držeći teritorij preko kojeg je prešao, sve u namjeri da svojim nastupanjem zavara Francuze. Do susreta dviju vojski došlo je kod Crécyja gdje se odigrala znamenita bitka. Edvard je svoje snage postavio obrambeno, a Filipova je vojska napala. Bitka kod Crécyja bila je potpuna katastrofa za Francuze zahvaljujući engleskim strijelcima s dugim lukovima. Edvard je nakon bitke nastavio napredovati sjeverno te je opsjeo grad Calais na obali  Engleskog kanala koji je nakon puno muka (zbog jakog otpora lokalnog stanovništva) osvojio 1347. Ovaj grad postao je važna strateška točka za Engleze. On je predstavljao mostobran koji je omogućavao duže zadržavanje vojske na francuskom tlu. Iste godine Engleska je u bitci kod Neville's Crossa odnijela važnu pobjedu protiv Škotske koja je Edvardu osigurala pozadinu i smanjila moć važnog saveznika Francuske. 
Godine 1348. kuga je harala Europom pa je tako zahvatila obje zaraćene strane. Prošlo je osam godina dok se Engleska oporavila od te pošasti, da bi 1356. godine Edvardov sin istog imena znan kao Edvard Crni Princ skupio vojsku i napao Francusku sa strane Gaskonje te u bitci kod Poitiersa izvojevao veliku pobjedu koristeći istu taktiku kao i njegov otac u bitci kod Crécyja, upotrebljavajući dalekometne strijele svojih strijelaca. Novi francuski kralj Ivan II. bio je u bitci uhvaćen te je prisiljen potpisati primirje s Edvardom, koje je poslije bilo potvrđeno Londonskim sporazumom kojim je Edvard Crni Princ stekao Akvitaniju, a Ivan II. bio je pušten iz zatočeništva, ali se poslije sam vratio u zatočeništvo ne mogavši platiti otkupninu za koju je prilikom puštanja bio jamčio.

### Sporazum iz Brétignyja
Francuska je ovim porazom upala u potpuni kaos. Odmetništvo te pljačka koju su činili poraženi vojnici uzeli su maha. 1358. Seljaci su digli ustanak. Tu situaciju iskoristio je Edvard napavši ponovno Francusku u nadi da će kapitalizirati svoje vojne uspjehe te osvojiti francusko prijestolje. No Francuzi su pružili žilav otpor te mu onemogućili da osvoji Pariz i Rheims. Slijedom događaja na bojnom polju sklopljen je 1360. Sporazum iz Brétignyja temeljem kojeg su Englezi dobili polovicu Bretanje i cijelu Akvitaniju, Calais, Ponthieu i oko polovice francuskog plemstva koje je postalo Edvardovim vazalima. Odredbe tog ugovora prepolovile su Francusku u teritorijalnom smislu i bile su za nju vrlo nepovoljne. Sporazumom iz Brétignyja Edvard III. je stekao velike teritorijalne dobitke i potvrdio svoje osvajanje Calaisa, no istim sporazumom morao se odreći francuske krune. U stvarnosti Edvard III. nije se nikada odrekao svojih aspiracija prema francuskom prijestolju, te su se, čim je 1364. za francuskog kralja okrunjen Ivanov sin Karlo V., neprijateljstva obnovila.

### Drugo (Karlovo) razdoblje rata, od 1369. do 1389.
Tijekom vladavine francuskog kralja Karla V. Englezi su postupno potiskivani s pozicija koje su dobili Sporazumom iz Brétignyja. Vojvode od Bretanje pomirili su se s francuskim kraljem, te su čak i vojsku okrenuli protiv Engleza. 
Sve je to koincidiralo sa sudjelovanjem engleskog prijestolonasljednika Edvarda Crnog Princa u ratu u Španjolskoj godine 1366. Naime, uz pomoć Francuske svrgnut je kralj Kastilije Petar Kastilijski. Kako su Petrove kćeri bile udane za Edvardovu braću rat je bio neizbježan i izbio je svom žestinom 1370. između Francuske i Kastilije s jedne i Engleske i Portugala s druge strane.  Rat u Španjolskoj Francuzi su iskoristili da manjim vojnim operacijama postupno oslabe engleske pozicije, pa su tako godine 1372. povratili i Poitiers, izgubljen u slavnoj bitci.

Smrću Edvarda Crnog Princa 1376. i njegovog oca Edvarda III. 1377., kraljem u Engleskoj postao je Rikard II., maloljetni sin Edvarda Crnog Princa. Engleska se pomalo okretala svojim unutarnjim problemima. U Francuskoj je zbog prerane smrti Karla V. 1380. krunu preuzeo maloljetni i psihički bolestan Karlo VI. koji nikada tijekom svoje vladavine nije u Francuskoj uzeo u svoje ruke potpunu kontrolu vlasti. Rat je, slijedom tih okolnosti, postupno slabio i utihnuo do godine 1389.
Engleski kralj Henrik IV. koji je vlast preuzeo od Rikarda II. imao je planove novih napada na Francusku ali ih zbog svoje kratke vladavine i unutarnjih pobuna nije nikada ostvario. U Francuskoj je izbio građanski rat između Karlovih bliskih rođaka, njegovog brata Luja od Valoisa i bratića Ivana, vojvode Burgundskog. Tijekom rata Luj je ubijen, a od godine 1410. obje zaraćene strane na svojoj su strani kao saveznika željele imati Englesku. 

### Treće (Lancastersko) razdoblje rata, od 1415. do 1429.
1413. godine, dolaskom na englesko prijestolje ratobornog i energičnog Henrika V., počinje naintenzivnije i najslavnije razdoblje Stogodišnjeg rata. 1414. godine Henrik V. odbija ponudu Francuza da se ponovno uspostave granice iz Sporazuma iz Brétignyja u zamjenu za kooperativnost francuske strane. 
Henrik nije dugo čekao. U kolovozu 1415. godine on se sa svojom vojskom iskrcao u Francuskoj. Iako je bio u iskušenju da krene izravno na Pariz, odlučio se za varijantu preko Calaisa, manevrirajući poput engleskih snaga prije bitke kod Crécyja da bi se s mnogo većim francuskim snagama susreo kod Agincourta, sjeverno od rijeke Somme. U bitci kod Agincourta Henrik je izvojevao glatku pobjedu i nanio katastrofalan poraz francuskim snagama među kojima su izginuli mnogi vojskovođe.
Henrik osvojio je Normandiju, a 1417. grad Caen i 1419. grad Rouen. Sklopio je savez s Burgundskim Vojvodstvom i godine 1419. došao pred zidine Pariza. 1420. Henrik je s Karlom VI. vodio pregovore čiji je rezultat bio Sporazum iz Troyesa prema kojem se Henrik oženio kćerju francuskog kralja, Katarinom od Valoisa i postao nasljednik francuske krune. Henrik je tim sporazumom postao prvi engleski kralj koji je i faktički i pravno, svojim pravom na nasljedstvo francuske krune, ujedinio francusku i englesku krunu. Henrik je nastavio svoje osvajanje Francuske ali je ubrzo 1422. poginuo u opsadi grada Meauxa. Karlom VI. također je uskoro umro, a Henrika V. naslijedio je njegov maloljetni sin Henrik VI. koji je tako postao engleski i francuski kralj.

### Četvrto i zadnje razdoblje (razdoblje Ivane Orleanske) koje je trajalo od 1429. do godine 1453.
Kako je Henrik VI. bio maloljetan oko regentstva nad njim u Engleskoj nastali su prijepori koji su usporili daljnji tijek rata u Francuskoj. Zbog toga su tek 1428. Englezi ponovno pokrenuli ratne operacije opsjedajući grad Orléans. U tome trenutku Englezi nisu imali dovoljno snaga da bi osvojili utvrđeni grad pa se opsada otegla. U tome trenutku na francuskoj strani pojavila se jedna osoba o kojoj je poslije stvoren mit, a to je bila Ivana Orleanska. 1429. Ivana Orleanska uvjerila je francuske vojne zapovjednike da je doživjela viziju Boga koji joj je rekao da će uz njezinu pomoć francuske snage otjerati Engleze. Njezinom pojavom na bojištu povećao se moral francuskih snaga koje su napale engleske položaje te ih prisilile na povlačenje. Francuska vojska, osokoljena tim uspjehom pomela je nekoliko engleskih uporišta na rijeci Loire. Ubrzo nakon toga 8.000 francuskih vojnika u bitci kod Pataya teškom je konjicom probilo engleske strijelce te porazilo oko 3.000 engleskih vojnika. Ponešen na krilima pobjede Karlo se dao u Reimsu okruniti za francuskog kralja Karla VII.
Ivanu Orleansku nedugo potom zarobile su burgundske snage te je izručena Englezima koji su ju pogubili. Započeti su pregovori pa je ofenziva francuskih snaga izgubila na snazi. 
No, preokret u cjelokupnoj situaciji unijela je odluka engleskog saveznika Filipa III. Burgundskog da promijeni stranu u ratu. Isti se 1435. sporazumom iz Arrasa zakleo na vjernost francuskom kralju te mu vratio Pariz, koji je do tada držao pod svojom kontrolom. Dugački pregovori dali su Karlu VII. dovoljno vremena da reorganizira svoju vojsku u profesionalnu, te da maksimalno centralizira upravljanje Francuskom.
Da je Karlu VII. uspjela reorganizacija vojske govori i to da su Francuzi godine 1449. ponovno zauzeli Rouen, a 1450. u bitci kod Formignyja teško porazili englesku vojsku. Francuzi su iste godine oslobodili Cherbourg, 6. srpnja i Bordeaux, a 1451. Bayonne.
Englezi se nisu mirili s porazima pa su 1453. pokrenuli protuofenzivu u namjeri da povrate Gaskonju. U početku protuofenzive Englezi su bili srdačno primljeni od stanovništva no njihova je vojska razbijena i zaustavljena u bitci kod Castillona. Ta bitka bila je posljednja bitka Stogodišnjeg rata. Nakon toga poraza Engleska je na duže vrijeme izgubila vojnu moć na kontinentu, a na unutarnjem planu utonula je u dinastički građanski rat čije su posljedice smanjile njezin utjecaj na politička zbivanja u Europi.

## Posljedice
Stogodišnji rat donio je mnoge novosti na više razina, od vojne tehnologije vođenja rata do raznorodnih društvenih posljedica koje su ostavile traga na obje zaraćene strane ali i šire.

### Posljedice na vojnom planu
U vojno-organizacijskom smislu najvažnija posljedica bilo je napuštanje koncepta feudalne vazalske vojske koja je bila teritorijalno vezana, u korist profesionalne vojne sile koja se učinkovitije suprotstavljala zastarjeloj i sporoj vojsci feudalaca opterećenih svojim partikularističkim težnjama. Ona će u budućnosti imati i zadaću zaštite kralja i poretka od unutarnjih pobuna.
U vojno-taktičkom smislu napušten je koncept teško oklopljene konjice s teško oklopljenim vitezovima u korist pješaka strijelaca koji su svojim velikim lukovima mogli strijelama pogoditi udaljene mete te time spriječiti neprijateljsko napredovanje i prije nego dođe do borbe „prsa o prsa“. Prednosti strijelaca naročito su došle do izražaja u bitci kod Crécyja i u bitci kod Agincourta. Najslavnije oružje Stogodišnjeg rata bili su luk i strijela velških strijelaca. Ovo snažno, precizno i dalekometno pješačko oružje dalo je Engleskoj stratešku prednost. Strijelci su bili izuzetno mobilni a njihove su strijele, zbog velikog luka i energije kojom su strijele iz tih lukova bile izbacivane, bile izuzetno precizne i mogle su probiti čak i oklop oklopljenih konjanika koji su činili okosnicu francuskih snaga i njihovu osnovnu udarnu moć. Francuska vojska pouzdavala se u samostrele koji su bili predviđeni za bliskiju borbu i nisu imali moć probijanja oklopa. Samostreli su se kvarili u presudnim trenucima, a njihova jedina prednost bila je u tome da osoba koja njime rukuje ne treba gotovo nikakvu vještinu niti snagu, dok je za rukovanje lukom i strijelom trebalo dugotrajno iskustvo, snaga i vještina. Kako je zbog ovih promjena svatko mogao postati vrlo ubojit ratnik, feudalci – vitezovi više nisu jedini imali tu privilegiju da budu ratnici čime im je uzeta jedna od moći i privilegija na kojima su gradili svoj položaj u društvu.
Ono što je bila velika novost Stogodišnjeg rata pojava je baruta i topova koji su korišteni već od 1375. godine. Bitka kod Castillona bila je prva bitka u povijesti ratovanja u kojoj su topovi odigrali presudnu ulogu u francuskoj pobjedi nad Englezima.
Još se jednom, kao i mnogo puta u povijesti, pokazalo da osvajanje velikog prostora nameće okupacijskoj sili sve veće potrebe za vojnom kontrolom osvojenog prostora što opet, zbog nedostatka ljudstva, diktira potrebu da se sklapaju savezništva s prevrtljivim lokalnim feudalcima što se pokazalo lošim rješenjem za Engleze jer je moćno Vojvodstvo Burgundija u odlučnom trenutku promijenilo stranu u sukobu i time praktično odlučilo sukob.

### Posljedice na društvenom planu
Stogodišnji rat pokazao je da je organizacija same države i njezinih financija bio jedan od presudnih faktora u ovom sukobu. Naime, Engleska je krenula u rat kao centralizirana država s kraljem na čelu i s jedinstvenim poreznim sustavom koji je namicao sredstva za rat. Za razliku od Engleske, Francuska je bila rascjepkana partikularističkim interesima moćnih lokalnih feudalaca, a u vrijeme najvećih engleskih vojnih uspjeha i slabim i nesposobnim kraljem Karlom VI.
Nakon što je Karlo VII. reorganizirao državu i vojsku, ratna se sreća preokrenula i napadač više nije imao mogućnosti suprotstaviti se organiziranoj obrambenoj vojsci francuskog kralja.
Stogodišnji rat pridonio je i nacionalnoj koheziji obje zaraćene strane, a naročito na francuskoj strani koja je bila opustošena ratom i svedena u minimalne okvire. Taj nacionalni osjećaj pridionio je preobražavanju Francuske u centraliziranu državu kakva je i danas. Također i u Engleskoj je rat ostavio velike i dalekosežne posljedice. Kao i u Francuskoj i u Engleskoj je došlo do snažnog općenarodnog nacionalnog osviješćivanja. Od godine 1066., kada su Normani osvojili anglosasku Englesku, kraljevstvo je bilo podijeljeno na dvije etničke skupine, vladajuće potomke Normana i drugih Francuza, koji su govorili francuskim jezikom, s jedne strane, te podređene anglosaske vojnike i kmetove, govornike staroengleskog jezika i (poslije) srednjoengleskog jezika, koji su sačinjavali većinu stanovništva. Etničke napetosti smirile su se već početkom 13. stoljeća, te se proces spajanja ta dva naroda ubrzao. Kroz 14. stoljeće taj je proces u potpunosti završio, u jeku Stogodišnjeg rata, može se reći da je simbolično finaliziran s Henrikom V. koji je bio prvi engleski kralj koji je u svojoj privatnoj i službenoj komunikaciji upotrebljavao isključivo engleski jezik. Tako su do tada dva naroda stopljena u jedan, moderni engleski narod.

## Kronologija vojnih sukoba
- Bitkom kod Cadsanda godine 1337. započeo je Stogodišnji rat. U bitci su velški strijelci izazvali rasulo u redovima flamanskih branitelja te donijeli pobjedu engleskoj vojsci.
- Bitka od Sluysa odigrala se 24. lipnja 1340., a u njoj je engleska flota uništila francusku flotu u kojoj su okosnicu činili genovski brodovi.
- 1345. Pobjeda velških strijelaca kod Auberochea u Gaskonji.
- Bitka kod Crécyja odigrala se 26. kolovoza 1346. a u njoj su velški strijelci porazili francusku tešku konjicu.
- 1346. do 1347. Opsada Calaisa.
- 1350. Les Espagnols sur Mer Engleska flota porazila kastilijsku flotu.
- 1351. Bitka tridesetorice, trideset francuskih vitezova kod dvorca Josselin porazilo trideset engleskih vitezova.
- 1351. Francuska vojska poražena u blizini Maurona u Bretanji. Poginuo francuski vojni zapovjednik De Nesle.
- Bitka kod Poitiersa odigrala se 1356. U njoj su engleske snage teško porazile Francuze, a Edvard Crni Princ zarobio je francuskog kralja Ivana II.
- Bitka kod Auraya odigrala se 29. rujna 1364., zarobljen francuski zapovjednik.
- Bitka kod Nájera u Španjolskoj odigrala se 1367. godine. U njoj je  Edvard Crni Princ porazio francusko-kastilijsku vojsku.
- 1372. Bitka kod La Rochellea kastiljsko-francuska flota porazila englesku flotu koja je ovim porazom izgubila dominaciju na moru.
- Bitka kod Agincourta odigrala se 25. listopada 1415. Engleski strijelci porazili Francuze.
- 1416. Englezi porazili brojniju francusku vojsku kod Valmonta, u blizini Harfleura.
- 1417. engleska pobjeda na rijeci Seine.
- 1418. Opsada Rouena.
- 1419. Engleski kralj Henrik V. zauzeo Normandiju
- 1419. Bitka kod La Rochellea, kastilijski brodovi porazili englesku flotu.
- Bitka kod Baugea odigrala se 22. ožujka 1421. U njoj su združene francuske i škotske snage porazile Engleze.
- Bitka kod Cravanta odigrala se 31. srpnja 1423. U njoj su Englezi porazili francusku vojsku na obalama rijeke Yonne.
- Bitka kod Vernuila odigrala se 17. kolovoza 1424. Engleske snage porazile Škote.
- 6. ožujka 1426. Englezi raspršili francusku vojsku koja je opsijedala grad Richemont u Bretanji
- Bitka Haringi odigrala se 12. veljače 1429. U njoj su Francuzi prekinuli engleske linije opskrbe. Bitka je ime dobila po tome što su najveći dio opskrbe engleske vojske činile sušene haringe.
- Opsada Orléansa koja se odigrala između 12. listopada 1428. i 8. svibnja 1429. Engleske snage koje su opsjedale grad poražene od francuske vojske pod vodstvom Ivane Orleanske
- Bitka kod Pataya odigrala se 17. srpnja 1429. Težak poraz engleskih snaga pri čemu je zarobljeno ili ubijeno 2.200 engleskih vojnika zajedno sa zapovjednicima.
- Bitka kod Gerbevoya odigrala se 1435. Poraz engleske vojske.
- 1436. U blizini Rouena Englezi porazili francuske snage.
- 1437. Englezi porazili burgundske snage u blizini Crotoya.
- 1439. Englezi raspršili francusku vojsku kod Constable Richemont at Avranches u Normandiji
- 1440. Engleska vojska zauzela Harfleur
- Bitka kod Formignyja odigrala se 1450. Francuska vojska teško porazila Engleze.
- Bitka kod Castillona odigrala se 1453. Bila je to posljednja bitka Stogodišnjeg rata u kojoj su Englezi doživjeli konačni poraz. Bitka je zapamćena po uporabi topova koji su odigrali presudnu ulogu u pobjedi Francuske.